# Ranérou

Ranérou är en liten ort i nordöstra Senegal. Den ligger i regionen Matam och hade 3 026 invånare vid folkräkningen 2013.